# Матузный, Антон Елисеевич
Анто́н Елисе́евич Мату́зный (27 апреля 1926 — 1991) — звеньевой колхоза «Россия» Усть-Лабинского района Краснодарского края, Герой Социалистического Труда (07.12.1973).

## Биография
Антон Елисеевич Матузный родился в 1926 году в селе Загребенье Черниговской области в семье крестьян Елисея Елисеевича и Ганны Иовтуховны Матузных.
В тридцатых годах семья переехала на Кубань, где поселилась в станице Некрасовской Усть-Лабинского района; в дальнейшем они переехали в хутор Заречный (впоследствии Огонёк).
- 1942 год — окончил 6 классов средней школы № 50, когда началась оккупация Кубани.
- Апрель 1943 года — ушёл на фронт в возрасте 17 лет.
- Июль 1944 года — получил ранение.
- Войну закончил в Германии.
  - По окончании войны был направлен на курсы младших лейтенантов;
  - в дальнейшем, отбыл служить на Чукотку.
- 1950 год — демобилизовался и вернулся на Кубань.

Начал работать трактористом-машинистом II класса: сперва на МТС; затем в колхозе «Россия».
Антон Елисеевич работал звеньевым в колхозе «Россия» Усть-Лабинского района Краснодарского края. Звено Матузного получило самый высокий в колхозе «Россия» урожай; на полях звена проводились практические семинары.
Он был участником ВДНХ СССР в 1956, 1963, 1969 и 1971 годах.
Передавал свои знания молодому поколению, был наставником у студентов ПУ-48 в станице Некрасовской.

## Награды
- 07.12.1973 — присвоено звание Героя Социалистического Труда с вручением ордена Ленина и золотой медали «Серп и Молот».

## Память
3 декабря 2019 года муниципальной бюджетной общеобразовательной школе № 26 муниципального образования Усть — Лабинского района присвоено имя Героя Социалистического Труда Антона Елисеевича Матузного.